# دسته هیس
دستهٔ هیس (انگلیسی: Bundle of His) مجموعه‌ای از یاخته‌های ماهیچه قلب است که برای هدایت الکتریکی تخصص یافته‌اند. این دسته به عنوان بخشی از سامانه هدایت الکتریکی قلب، تکانه‌های الکتریکی را از گره دهلیزی‌بطنی (واقع در بین دهلیز و بطن) به نوک شاخه‌های دسته‌ای (فاسیکولی) از طریق شاخه‌های دسته منتقل می‌کند. سپس شاخه‌های دسته‌ای به الیاف پورکینیه منتهی می‌شوند که هدایت الکتریکی را برای بطن‌ها فراهم می‌کنند و باعث می‌شوند عضله قلب بطن‌ها در یک فاصله زمانی منظم منقبض شوند.

## کارکرد
دستهٔ هیس بخش مهمی از سامانه هدایت الکتریکی قلب است، زیرا تکانه‌ها را از گره دهلیزی‌بطنی، واقع در انتهای قدامی-تحتانی دیواره بین دهلیزی، به بطن‌های قلب منتقل می‌کند. دستهٔ هیس به شاخه‌های چپ و راست تقسیم می‌شود که در امتداد دیواره بین بطنی حرکت می‌کنند. شاخهٔ چپ دسته بیشتر به دستهٔ (فاسیکل) قدامی چپ و دستهٔ خلفی چپ تقسیم می‌شود. این دسته‌ها رشته‌های نازکی به نام الیاف پورکینیه را ایجاد می‌کنند. این الیاف تکانه را به ماهیچهٔ بطنی توزیع می‌کنند. دستگاه هدایت بطنی شامل شاخه‌های دسته و شبکه‌های پورکینیه است. حدود ۰٫۰۳ تا ۰٫۰۴ ثانیه طول می‌کشد تا تکانه از دستهٔ هیس به ماهیچهٔ بطنی برسد.

## اهمیت بالینی

### بلوک قلبی
اختلالاتی که کاردیومیوسیت‌های تشکیل‌دهنده سیستم هدایت الکتریکی قلب را تحت تأثیر قرار می‌دهند، بلوک قلبی نامیده می‌شوند. بلوک‌های قلبی بر اساس محل آسیب سلولی به دسته‌های مختلف تقسیم می‌شوند. آسیب به هر یک از سلول‌های هدایت کننده در دستهٔ هیس یا پایین‌تر از آن، در مجموع به عنوان «بلوک‌های زیر-هیس» شناخته می‌شود. به‌طور خاص، بلوک‌هایی که در شاخه‌های دسته راست یا چپ رخ می‌دهند «بلوک شاخه دسته» نامیده می‌شوند و آنهایی که در فاسیکل‌های قدامی چپ یا خلفی چپ رخ می‌دهند «بلوک‌های فاسیکولی» یا «همی‌بلوک» نامیده می‌شوند. شرایطی که هم شاخه دسته راست و هم فاسیکل قدامی چپ یا فاسیکل خلفی چپ مسدود شده‌اند، در مجموع به عنوان بلوک دودسته‌ای شناخته می‌شوند و شرایطی که شاخه دسته راست، فاسیکل قدامی چپ و فاسیکل خلفی چپ مسدود شده‌اند، بلوک سه‌دسته‌ایtrifascicular نامیده می‌شود. بلوک‌های زیر-هیس، توانایی قلب را برای هماهنگ‌کردن فعالیت‌های دهلیزها و بطن‌ها محدود می‌کنند که معمولاً منجر به کاهش کارایی آن در پمپاژ خون می‌شود.

## ضربان‌سازی
مقاله اصلی: ضربان‌ساز مصنوعی قلب
یک مطالعه در سال ۲۰۰۰ نشان داد که ضربان‌سازی مستقیم دستهٔ هیس در تولید انقباض همزمان بطنی - و در نتیجه بهبود عملکرد قلب - نسبت به ضربان‌سازی قلبی مؤثرتر است.

## ریشه‌شناسی
این رشته‌های ماهیچه‌ای تخصصی در قلب به نام قلب‌شناس سوئیسی ویلهلم هیس پسر نامگذاری شده‌اند که آنها را در سال ۱۸۹۳ کشف کرد.